# Мегамазер

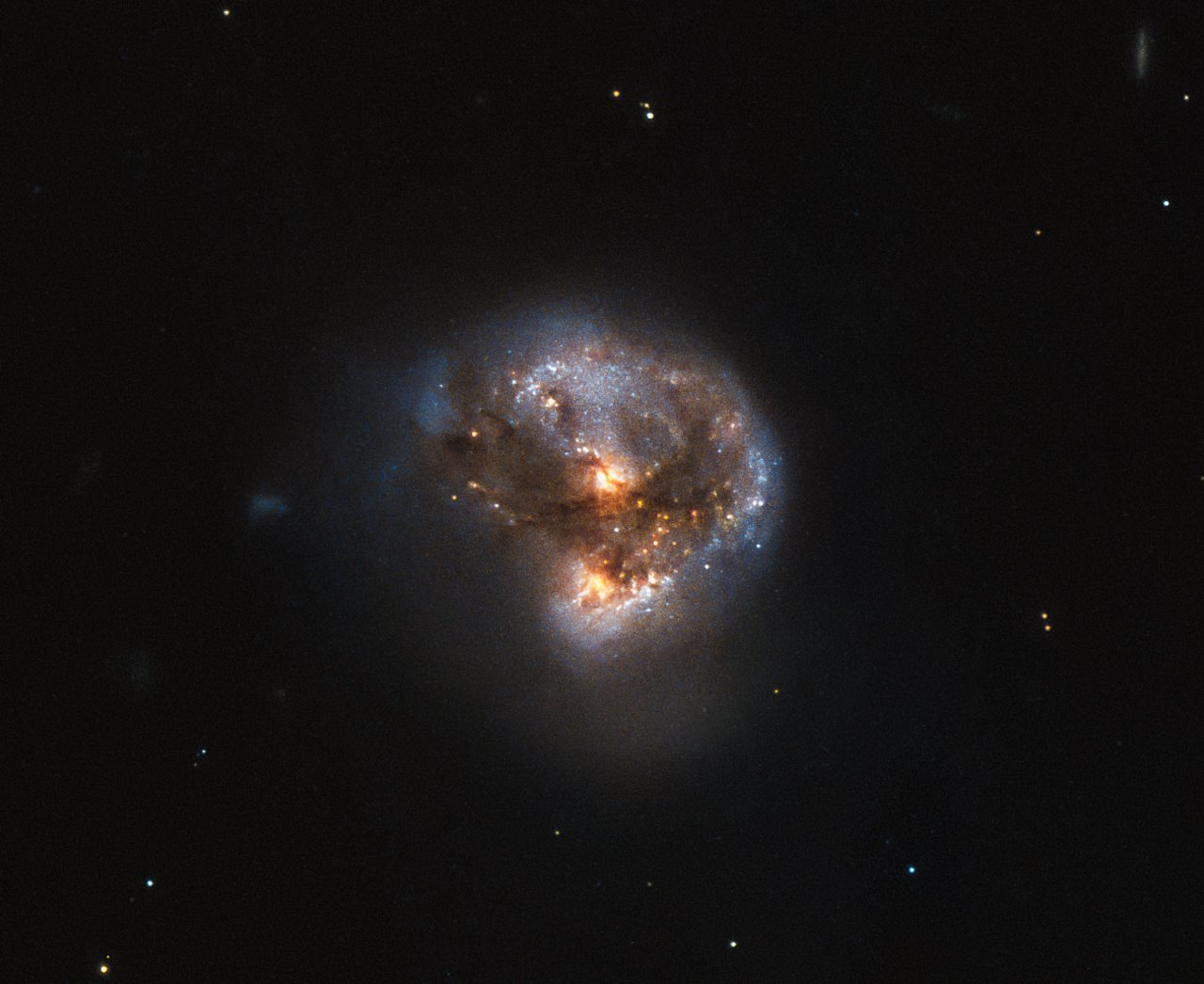
Мегамазер по природе излучения напоминает лазер, который испускает микроволновое (а не видимое) излучение.

Мегама́зер — тип астрофизического мазера, являющегося природным источником вынужденного излучения. Мегамазеры отличаются от других видов космических мазеров высокими значениями изотропной светимости. Мегамазеры обладают светимостями порядка 103 светимостей Солнца (L{\displaystyle _{\odot }}), что в миллионы раз превышает светимость мазеров Млечного Пути. Аналогичный термин киломазер применяется к внегалактическим мазерам со светимостями около L{\displaystyle _{\odot }}; светимость гигамазеров в миллиарды раз превышает светимости мазеров Млечного Пути; термин внегалактический мазер относится ко всем мазерам за пределами Млечного Пути. Мегамазеры являются наиболее известным типом внегалактических мазеров; большинство из них являются гидроксильными (OH) мегамазерами, что означает усиление спектральной линии, соответствующей переходу между уровнями в молекуле гидроксила. Также известны мегамазеры, излучающие в линиях трёх других молекул: воды (H2O), формальдегида (H2CO) и метина (CH).
Водные мегамазеры стали первыми мегамазерами, которые были открыты. Первый водный мегамазер был открыт в 1979 году в галактике NGC 4945. Первый гидроксильный мегамазер был открыт в 1982 году в галактике Arp 220, ближайшей ультраяркой инфракрасной галактике. Все последующие гидроксильные мегамазеры были также открыты в ярких инфракрасных галактиках, некоторое количество гидроксильных киломазеров также было обнаружено в галактиках с меньшей светимостью в инфракрасном диапазоне. Наиболее яркие инфракрасные галактики испытали недавние слияния или взаимодействия с другими галактиками, и в настоящее время в них происходят вспышки звездообразования. Многие характеристики излучения гидроксильных мегамазеров отличаются от свойств излучения гидроксильных мазеров Млечного Пути, включая усиление фонового излучения и отношение мощности гидроксильных линий на различных частотах. Инверсная населённость в молекулах гидроксила создаётся излучением в далёком инфракрасном диапазоне, возникающим при поглощении и переизлучении света звёзд межзвёздной пылью. Расщепление линий, возникающее вследствие эффекта Зеемана, можно использовать для определения магнитных полей в областях мазерного излучения. Таким образом впервые было измерено магнитное поле в другой галактике.
Водные мегамазеры и киломазеры обнаруживаются в основном в связи с активными ядрами галактик, а мазеры нашей галактики и слабые внегалактические мазеры обнаруживаются в основном в областях звездообразования. Несмотря на различие в окружающей среде, условия, в которых создаются внегалактические водные мазеры, не очень отличаются от тех, в которых создаются водные мазеры галактики. Наблюдения водных мегамазеров были использованы в рамках точных методов определения расстояния до других галактик и уточнения постоянной Хаббла.

## Теория

### Мазеры
Термин мазер происходит от акронима MASER: Microwave Amplification by Stimulated Emission of Radiation (усиление микроволн с помощью вынужденного излучения). Рассмотрим систему атомов или молекул с различными энергетическими состояниями; атом или молекула могут поглотить фотон и перейти на более высокий энергетический уровень, или же фотон может индуцировать излучение другого фотона с той же энергией в результате перехода атома или молекулы на более низкий энергетический уровень. Формирование мазера требует наличия инверсной заселённости, в рамках которой большее количество атомов/молекул находится на более высоких уровнях энергии, чем на более низких. В подобном состоянии больше фотонов будет создано индуцирующим излучением, чем поглощено. Такая система не находится в тепловом равновесии; необходим источник энергии, способствующий переходу атомов или молекул в возбуждённое состояние. При достижении состояния инверсной населённости фотон с энергией, равной разности энергий между двумя энергетическими уровнями, может индуцировать возникновение другого фотона с той же энергией. Атом или молекула при этом перейдут на более низкий энергетический уровень. Повторение такого процесса приводит к усилению изначального излучения, причём, поскольку излучаемые фотоны имеют одинаковую энергию, то усиленный свет является монохроматическим.

Вынужденное испускание фотона.

### Космические мазеры
Мазеры и лазеры, создаваемые на Земле, и космические мазеры требуют существования инверсной населённости, но условия, в которых достигается инверсная населённость, существенно различаются. Мазеры в лабораториях обладают системой частиц с высокой плотностью, которая налагает ограничения на переход между уровнями энергии, при которых возможно возникновение мазерного излучения; также требуется использовать резонатор, в котором свет многократно проходит сквозь вещество. Космические мазеры работают при малых плотностях, что приводит к большим значениям длины свободного пробега. При малых плотностях вещество проще вывести из состояния теплового равновесия, поскольку такое равновесие поддерживается столкновениями между частицами. Большие значения длины свободного пробега позволяют фотонам с большей вероятностью индуцировать вынужденное излучение, в результате чего происходит усиление фонового излучения. Накачка космических мазеров осуществляется фоновым излучением или столкновениями частиц. При накачке излучением инфракрасные фотоны с энергией, превосходящей энергию мазерных переходов, возбуждают атомы и молекулы, что создаёт инверсную населённость. При накачке столкновениями инверсная населённость создаётся столкновениями, возбуждающими молекулы до уровней энергии, превышающих уровни мазерных переходов, на которые молекулы затем спускаются при излучении фотонов.

## История
В 1965 году, спустя 12 лет после создания первого мазера в лаборатории, был открыт гидроксильный мазер в плоскости Млечного Пути. В последующие годы были открыты мазеры, излучающие в линиях других молекул, включая воду (H2O), монооксид кремния (SiO), метанол (CH3OH). Типичное значение изотропной светимости галактических мазеров равно 10−6−10−3L{\displaystyle _{\odot }}. Первое подтверждение существования внегалактического мазерного излучения было получено при обнаружении молекулы гидроксила в NGC 253 в 1973 году; светимость источника излучения на порядок превышала среднее значение для галактических мазеров.
В 1982 году первый мегамазер был открыт в ультраяркой инфракрасной галактике Arp 220. Светимость источника в предположении изотропности составила 103L{\displaystyle _{\odot }}. Данная величина в десятки миллионов раз превышает типичное значение для галактических мазеров, поэтому источник в Arp 220 получил название мегамазер. К тому времени были известны внегалактические водные мазеры. В 1984 году было открыто мазерное излучение молекул воды в NGC 4258 и NGC 1068, сравнимое по мощности с гидроксильным мегамазером в Arp 220.
В течение следующего десятилетия были открыты мегамазеры молекул формальдегида (H2CO) и метина (CH). Галактические формальдегидные мазеры сравнительно редки, причём известно больше формальдегидных мегамазеров, чем формальдегидных галактических мазеров. Метиновые мазеры довольно распространены в Галактике. Оба типа мегамазеров были обнаружены в галактиках, в которых был обнаружен гидроксил. Метин наблюдается в галактиках с поглощением молекулами гидроксила; формальдегид обнаруживается в галактиках как с поглощением гидроксилом, так и с гидроксильным мегамазерным излучением.
По состоянию на 2007 год известно 109 гидроксильных мегамазеров, до красного смещения {\displaystyle z\approx 0.27}. Известно более 100 внегалактических водных мазеров, среди которых 65 достаточно яркие, чтобы рассматриваться в качестве мегамазеров.

## Условия существования
Вне зависимости от того, какая молекула создаёт мазерное излучение, существуют несколько условий, которым должна удовлетворять среда для возникновения мощного мазерного излучения. Одним из условий является наличие фонового излучения в радиодиапазоне с непрерывным спектром, обеспечивающего наличие фотонов, индуцирующих вынужденное излучение, поскольку мазерные линии переходов между уровнями расположены в радиодиапазоне. Также должен существовать механизм накачки, создающий инверсную населённость, а также определённое значение плотности и длины свободного пробега. Таким образом, существуют условия, создающие ограничения для свойств среды, в которой возможно мазерное излучение. Условия для разных видов молекул различны; например, не обнаружено галактик, в которых существовали бы одновременно гидроксильные и водные мегамазеры.

## Гидроксильные мегамазеры
Галактика Arp 220, в которой был открыт первый мегамазер, является ближайшей ультраяркой инфракрасной галактикой; она была подробно исследована в различных диапазонах длин волн.

### Свойства области мазерного излучения

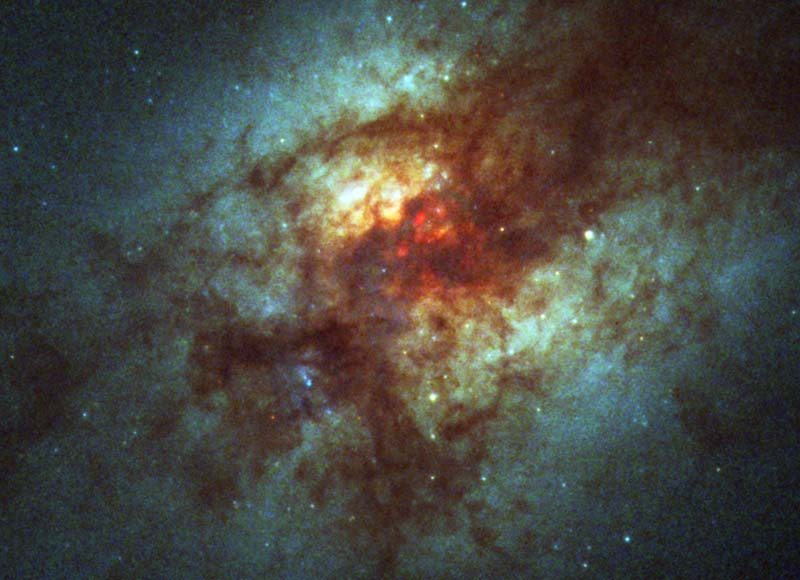
Изображение галактики Arp 220, первой галактики, в которой был открыт гидроксильный мегамазер.

Гидроксильные мегамазеры были обнаружены в областях около ядер определённых типов галактик: ярких инфракрасных галактик (англ. luminous infrared galaxies, LIRGs), светимости которых в далёком инфракрасном диапазоне превышают 1011L{\displaystyle _{\odot }}, и ультраярких инфракрасных галактик (англ. ULIRGs), светимости которых в далёком инфракрасном диапазоне превышают 1012L{\displaystyle _{\odot }}. Несмотря на высокие значения светимости в инфракрасном диапазоне, такие галактики часто довольно слабые в видимой части спектра. Например, для галактики Arp 220 отношение светимости в инфракрасном диапазоне к светимости в синей части спектра равно 80.
Большинство ярких инфракрасных галактик взаимодействует с другими галактиками или проявляют признаки недавнего слияния, это же утверждение справедливо и для ярких инфракрасных галактик, содержащих гидроксильные мегамазеры. Галактики, содержащие мегамазеры, богаты молекулярным газом по сравнению со спиральными галактиками; масса молекулярного водорода превышает 109M{\displaystyle _{\odot }}. Под воздействием слияний газ направляется в центральную часть галактик, создавая высокую плотность и усиливая темп звездообразования. Свет звёзд нагревает пыль, которая переизлучает свет в далёком инфракрасном диапазоне и создаёт высокую светимость, наблюдаемую в галактиках, содержащих гидроксильные мегамазеры. Температура пыли, оцениваемая по излучению в далёком инфракрасном диапазоне, оказывается выше, чем температура спиральных рукавов, и составляет от 40 до 90 K.
Светимость в далёком инфракрасном диапазоне, а также температура пыли в яркой инфракрасной галактике влияют на вероятность содержания галактикой гидроксильного мегамазера; поскольку температура пыли коррелирует со светимостью в далёком инфракрасном диапазоне, то выявить из наблюдений влияние каждого из факторов по отдельности достаточно сложно. Галактики с более тёплой пылью с большей вероятностью содержат гидроксильный мегамазер, как и ультраяркие инфракрасные галактики, светимости которых превышают 1012L{\displaystyle _{\odot }}. По меньшей мере каждая третья ультраяркая инфракрасная галактика и каждая шестая яркая инфракрасная галактика содержит гидроксильный мегамазер. Ранние наблюдения гидроксильных мегамазеров показали корреляцию между изотропной светимостью в линиях гидроксила и светимостью в далёком инфракрасном диапазоне: LOH {\displaystyle \propto } LFIR2. По мере обнаружения новых гидроксильных мегамазеров и при учёте сдвига Малмквиста соотношение стало более пологим: LOH {\displaystyle \propto } LFIR1.2{\displaystyle \pm }0.1.
Ранние спектральные наблюдения ядер ярких инфракрасных галактик, содержащих гидроксильные мегамазеры, показали, что свойства таких галактик неотличимы от свойств популяции ярких инфракрасных галактик в целом. Примерно треть содержащих мегамазеры галактик были классифицированы как галактики со вспышками звездообразования, четверть — как сейфертовские галактики второго типа, остальные — как объекты LINER (англ. Low-ionization nuclear emission-line region, эмиссионные области с малой ионизацией в ядре галактики). Оптические свойства галактик, содержащих и не содержащих гидроксильные мегамазеры, не являются значимо различными. Недавние наблюдения на телескопе «Спитцер» предоставили возможность для разграничения двух групп галактик, причем 10—25 % галактик, содержащих гидроксильные мегамазеры, проявляют признаки наличия активного ядра по сравнению с 50—95 % для ярких инфракрасных галактик, не проявляющих мазерной активности.
Яркие инфракрасные галактики с гидроксильными мегамазерами можно отличить от остальных ярких инфракрасных галактик по содержанию молекулярного газа. Большая часть молекулярного газа галактики заключена в молекулярном водороде; у типичного гидроксильного мегамазера плотность молекулярного газа превышает 1000 см−3, а доля плотного газа выше, чем у прочих ярких инфракрасных галактик. Такие значения плотности являются одними из наибольших средних плотностей молекулярного газа в ярких инфракрасных галактиках. Доля газа высокой плотности измеряется путём сравнения светимости, создаваемой циановодородом (HCN) и монооксидом углерода (CO).

### Характеристики спектральных линий

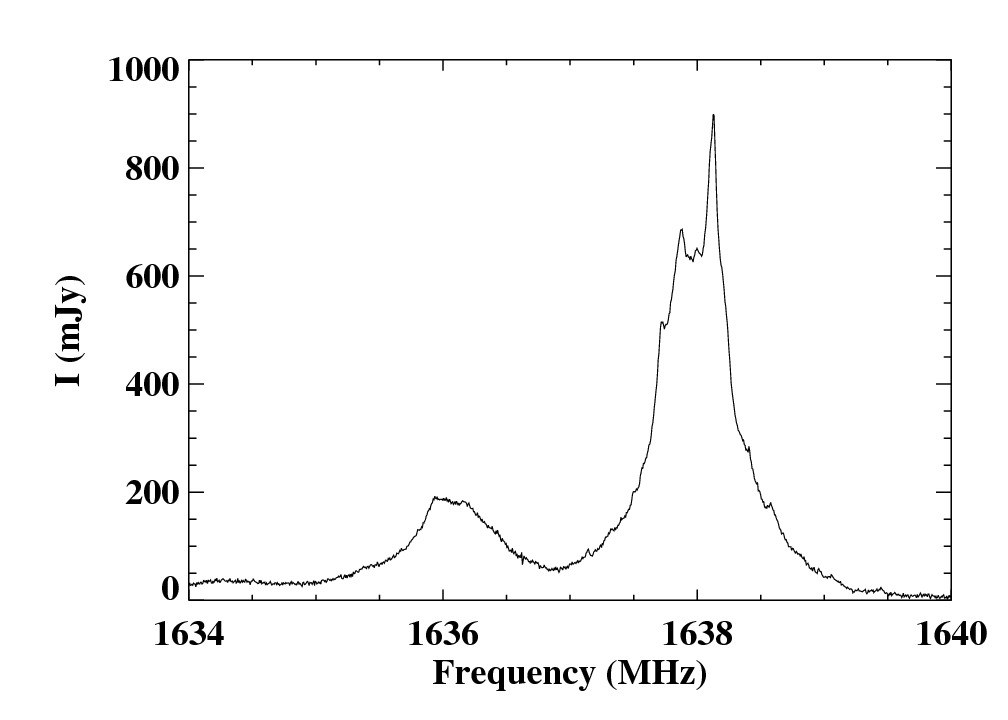
Мазерные линии с частотами 1665 и 1667 МГц в галактике Arp 220, сдвинутые в область меньших частот вследствие эффекта красного смещения; данные получены в обсерватории Аресибо.

Излучение гидроксильных мегамазеров происходит в основном в линиях на частотах 1665 и 1667 МГц. Также присутствуют две линии излучения с частотами 1612 и 1720 МГц, но они обнаружены лишь у небольшого числа гидроксильных мегамазеров. Во всех известных мегамазерах излучение является наиболее сильным в линии 1667 МГц; типичные значения отношения потока излучения в данной линии к потоку излучения в линии 1665 МГц находится в пределах от 2 до более чем 20. Для излучения молекул гидроксила, находящихся в термодинамическом равновесии, данное отношение лежит в пределах от 1,8 до 1 в зависимости от оптической толщины системы; следовательно, значение отношения, превышающее 2, свидетельствует о том, что система молекул не находится в термодинамическом равновесии. Для галактических гидроксильных мазеров в областях звездообразования обычно сильнее излучение в линии 1665 МГц; для гидроксильных мазеров около звёзд на поздних стадиях эволюции сильнее излучение в линии 1612 МГц. Полная ширина линии излучения на данной частоте составляет несколько сотен километров в секунду, а индивидуальные свойства, задающие профиль излучения, соответствуют скоростям в десятки и сотни километров в секунду. Галактические гидроксильные мазеры обладают характерными ширинами линий величиной около 1 км/с и менее.
Гидроксильные мегамазеры усиливают непрерывное радиоизлучение галактики, в которой находятся. Подобное излучение в основном состоит из синхротронного излучения, создаваемого сверхновыми второго типа. Усиление такого излучения является низким, усиление составляет от нескольких процентов до нескольких сотен процентов. Источники с большим усилением как правило имеют более узкие линии излучения; усиление центров линий является более высоким.
Несколько гидроксильных мегамазеров, включая Arp 220, наблюдались методами радиоинтерферометрии со сверхдлинными базами, что позволило исследовать объекты с большим угловым разрешением. РСДБ-наблюдения показали, что излучение гидроксильных мегамазеров состоит из двух компонентов: диффузного и компактного. Диффузный компонент даёт усиление, меньшее 1, обладает шириной линий порядка сотен км/с. Аналогичными характеристиками обладает излучение, получаемое в рамках наблюдений на одном радиотелескопе, при которых невозможно разрешить отдельные компоненты мегамазера. Компактный компонент обладает большим усилением, от 10 до 100 по порядку величины, высоким отношением потоков в линиях 1667 МГц и 1665 МГц и шириной линий в несколько км/с. Особенности излучения такого типа объясняются наличием узкого кольца вещества вокруг ядра галактики, в кольце возникает диффузное излучение, а отдельные мазерные облака размерами около парсека создают компактный компонент излучения. Гидроксильные мазеры Млечного Пути больше напоминают компактные области излучения в мегамазерах. Также существуют некоторые протяжённые области галактического мазерного излучения отдельных молекул, напоминающие диффузный компонент гидроксильных мегамазеров.

### Механизм накачки
Наблюдаемое соотношение между светимостью в линии гидроксила и в далёкой инфракрасной части спектра свидетельствует в пользу механизма накачки гидроксильных мегамазеров излучением. Первоначальные РСДБ-наблюдения ближайших гидроксильных мегамазеров привели к вопросу о применимости такой модели для компактного компонента излучения мегамазеров, поскольку для него требуется высокая доля поглощаемых молекулами гидроксила инфракрасных фотонов, причём в данном случае накачка столкновениями является более применимой. Однако модель мазерного излучения, в которой излучение создаётся сгустками вещества, оказывается способной воспроизвести наблюдаемые свойства компактного и диффузного гидроксильного излучения. Недавнее подробное исследование показало, что основным излучением, способствующим накачке для возникновения основных линий мазерного излучения, является излучение с длиной волны 53 мкм. Для создания достаточного количества фотонов на данной длине волны межзвёздная пыль, перерабатывающая излучение звёзд, должна обладать температурой по крайней мере 45 K. Недавние наблюдения, проведённые на космической обсерватории «Спитцер», подтвердили данную схему, однако ряд несоответствий между моделью и наблюдениями остаётся (например, необходимое значение непрозрачности пыли).

### Применение наблюдений гидроксильных мегамазеров
Гидроксильные мегамазеры возникают в области ядер ярких инфракрасных галактик и являются индикатором стадии формирования галактики. Поскольку гидроксильное излучение не подвержено экстинкции межзвёздной пылью в своей галактике, то гидроксильные мегамазеры могут быть показателями условий звездообразования в галактике. При красном смещении z ~ 2 существуют яркие инфракрасные галактики, более мощные, чем аналогичные галактики вблизи Млечного Пути. Наблюдаемое соотношение между светимостью в линии гидроксила и светимостью в далёком инфракрасном диапазоне позволяет предположить, что в таких галактиках мегамазеры обладают светимостью в 10—100 раз больше. Наблюдения гидроксильных мегамазеров в таких галактиках позволят получить более точные значения красного смещения и получить сведения о звездообразовании.
Первое обнаружение проявления эффекта Зеемана в другой галактике было осуществлено при помощи наблюдений гидроксильных мегамазеров. Эффект Зеемана заключается в расщеплении спектральной линии вследствие наличия магнитного поля, размер расщепления пропорционален компоненту магнитного поля, направленному вдоль луча зрения. Эффект Зеемана был обнаружен в пяти гидроксильных мегамазерах, типичное значение магнитного поля составило несколько мГс, что по порядку величины совпадает с величиной магнитного поля в галактических гидроксильных мазерах.

## Водные мегамазеры
Если гидроксильные мегамазеры существенно отличаются от галактических гидроксильных мазеров, то водные мегамазеры не проявляют признаков радикального отличия условий возникновения по сравнению с галактическими водными мазерами. Водные мегамазеры можно описать той же функцией светимости, что и галактические водные мазеры. Некоторые внегалактические водные мазеры существуют в областях звездообразования, как и галактические водные мазеры, но более мощные мазеры наблюдаются в областях около активных ядер галактик. Изотропная светимость таких мазеров составляет от нескольких единиц до нескольких сотен светимостей Солнца, подобные объекты обнаружены как в близких галактиках, например в Мессье 51 (0,8L{\displaystyle _{\odot }}), так и в более далёких, например в NGC 4258 (120L{\displaystyle _{\odot }}).

### Свойства линий и механизм накачки
Излучение водных мегамазеров наблюдается в основном на частоте 22 ГГц и возникает в результате перехода между уровнями энергии вращения в молекуле воды. Более высокое состояние соответствует температуре 643 K над основным состоянием, населённость данного уровня требует наличия плотности около 108 см−3 и более и температуры по крайней мере 300 K. Молекулы воды приходят в состояние термодинамического равновесия при плотностях молекулярного водорода около 1011 см−3, что даёт ограничение сверху на концентрацию в области возникновения мазерного излучения воды. Излучение водных мазеров хорошо моделируется мазерами, возникающими за ударной волной, проходящей по плотным областям межзвёздной среды. Такие волны создают высокие концентрации и температуры (относительно типичных условий в межзвёздной среде), необходимые для мазерного излучения.

### Применение наблюдений водных мазеров
Наблюдения водных мазеров можно использовать для получения точных расстояний до далёких галактик. Если предположить, что орбиты мазерных пятен кеплеровы, и измерить их центростремительное ускорение и скорость, то можно определить диаметр области, занимаемой мазером. Сравнение линейного размера с угловым даёт оценку расстояния до мазера. Данный метод применим для водных мазеров, поскольку они занимают малую область вокруг активного ядра галактики и обладают малой шириной линий. Данный метод определения расстояний используется для получения независимой оценки постоянной Хаббла. Метод имеет ограничения, поскольку известно лишь малое число водных мегамазеров в области, где применим закон Хаббла. Такое измерение расстояний также предоставляет возможность измерения массы центрального объекта, который в рассматриваемых случаях является сверхмассивной чёрной дырой. Измерения массы чёрных дыр с использованием наблюдений водных мегамазеров являются наиболее точными методами определения массы чёрных дыр в других галактиках. Измеренные таким методом массы чёрных дыр согласуются с отношением M-сигма, эмпирическим соотношением, связывающим дисперсию скоростей звёзд в балдже галактики с массой центральной сверхмассивной чёрной дыры.